# Dicranota perproducta
Dicranota perproducta är en tvåvingeart som beskrevs av Alexander 1965. Dicranota perproducta ingår i släktet Dicranota och familjen hårögonharkrankar. Inga underarter finns listade i Catalogue of Life.